# Цуцкиридзе, Леван Семёнович
Леван Семёнович Цуцкиридзе (груз. ლევან სიმონის ძე ცუცქირიძე, 12 января 1926, Хашури, Горийский уезд — 17 ноября 2021) — грузинский советский художник, известен своими иллюстрациями, оформил более тридцати книг, в том числе издания «Витязя в тигровой шкуре». Член Союза художников СССР. Заслуженный художник Грузинской ССР.

## Биография
Большую часть детства провёл в маленькой деревушке Молити, в горах Имеретии. В возрасте одиннадцати лет лишился отца, который стал жертвой репрессий 1937 года, и жил в большой нужде.
Начальное образование получил в Тбилиси. В 1946 году продолжил учёбу, беря уроки живописи и графики в Тбилисской государственной академии художеств. Окончил Академию в 1957 году, проведя в ней двенадцать лет, так как с первого курса имел проблемы с учебным процессом как «формалист»: переводился со второго курса на первый, с четвертого снова на первый; с одного факультета на другой и т. п. . Его работы изгонялись с выставок. Тем не менее, в 1960 году окончил и аспирантуру там же, ученик Сергея Кобуладзе.
Первая персональная выставка прошла в 1959 году. Выставлялся за границей, в частности — в Бельгии.
Цуцкиридзе выполнил иллюстрации к произведениям Иакоба Цуртавели («Мученичество Шушаник»), Важи-Пшавелы («Гостевой хозяин», «Гижлия», «Гельмахам» и т. д.), Галактиона Табидзе, Александра Казбеги («Хевисбери Гоча»), Григола Орбелиани («Тост»).
В 1976 году в порту Поти было установлено большое полотно «Стремление» работы Л. Цуцкиридзе. В 1977 году созданы монументальные картины «Колхети» для города Сенаки и «Черисабле» по поэме Шота Руставели «Витязь в тигровой шкуре» для Дома писателей Грузии. В 1984—1988 годах выполнил фрески на трёх стенах собора Сиони. Работал в монастыре Давида Гариджийского.
Выступал также как портретист.
В 1960—1963 годах был преподавателем, в 1967—1975 годах — доцентом кафедры живописи Грузинского технического университета. Преподавал в Академии художеств с 1975 по 2005 год, профессор (1990).
В 1974 году получил Почётный диплом Международного Совета по детской книге (IBBY) за оформление книги Г. Орбелиани «Заздравная» (1972).
12 января 2016 года министр культуры и охраны памятников Грузии Михаил Гиоргадзе присвоил Левану Цуцкиридзе звание «жрец искусства» в связи с его 90-летием и за особый вклад в развитие грузинского искусства.
Умер 17 ноября 2021 года.

## Известные работы
- Адиханджала : Груз. нар. сказка. [Для дошк. возраста / Перевод В. Берестова; Худож. Л. Цуцкиридзе]. — Тбилиси : Накадули, 1982. — [20] с.
- Джапаридзе, Реваз. Близится лето [Текст] : Повести и рассказы : Пер. с груз. / [Ил.: Л. С. Цуцкиридзе]. — Москва : Сов. писатель, 1971. — 367 с. : ил.;
- Золотая гроздь : Жизнь груз. села. [Рассказы] / Константин Лордкипанидзе; [Худож. Л. Цуцкиридзе]. — Тбилиси : Сабчота Сакартвело, 1982. — 138 с. : ил.
- Книга моих дней и ночей [Текст] : [Стихи : Пер. с груз.] / Карло Каладзе; [Худож. Л. Цуцкиридзе]. — Тбилиси : Мерани, 1978. — 498 с.
- Три поэмы / [Пер. с груз. Д. Райфельд; Ил. Л. Цуцкиридзе]. — Тбилиси : Ганатлеба, 1981. — 128 с.
- Чиковани, Григол. Вадилаи-вадила [Текст] : Рассказы. Повесть : Пер. с груз. / [Вступ. статья В. Осоцкого]; [Ил.: Л. Цуцкиридзе]. — Москва : Худож. лит., 1972. — 575 с.
- Шел по дороге человек [Текст] : Роман / Отар Чиладзе ; Авториз. пер. с груз. Э. Ананиашвили; [Худож. Л. С. Цуцкиридзе]. — Москва : Сов. писатель, 1978. — 470 с.
- Поэты мира — матери / [Сост., пер. и авт. предисл. М. Поцхишвили; Худож. Л. Цуцкиридзе]. — Тбилиси : Накадули, 1989. — 604,[1] с. : ил.; 21 см; ISBN 5-525-00126-8